# Jérôme Leroy (écrivain)
Pour les articles homonymes, voir Leroy et Jérôme Leroy.
Jérôme Leroy, né le 29 août 1964 à Rouen, est un romancier et poète français, auteur de romans, de romans noirs, de romans pour la jeunesse et de poésie.

## Biographie
Ancien professeur en zone d'éducation prioritaire à Roubaix « par choix, pendant près de vingt ans », Jérôme Leroy est décrit comme un « compagnon de route d’un communisme sans dogme, anar des chemins buissonniers ». Après un premier roman, il découvre le néo-polar par l'intermédiaire de Frédéric Fajardie qui deviendra son ami.
Il est l´auteur, en 2011, du roman Le Bloc qui met en scène un parti d’extrême droite nommé « Bloc Patriotique », dirigé par Roland Dorgelles puis par sa fille Agnès Dorgelles. En 2017, il est co-scénariste du film Chez nous de Lucas Belvaux, adapté de son roman.
En tant qu'auteur pour la jeunesse, il publie notamment Norlande (Syros, 2013), roman qui transpose la tuerie d'Utoya à travers le personnage d'une jeune fille qui se reconstruit après le massacre.
Jérôme Leroy écrit aussi de la poésie.
En novembre 2016, il rejoint le jury du prix littéraire des Hussards, au siège de Claude Cabanes, sous la présidence de Christian Millau.
Depuis 2017, il est à l'origine d'une « Carte Noire » dans la collection « La petite vermillon » (La Table Ronde), qui lui permet de rééditer des titres oubliés ou trop peu lus du roman noir français (dont Kââ, A. D. G., ou Jacques Laurent) et dont il préface les différents volumes. Chez le même éditeur, il a préfacé la réédition de Daimler s'en va de Frédéric Berthet, parue en 2018 à l'occasion des trente ans du roman.
Il a reçu de nombreux prix pour ses écrits (2011, prix de l'Académie française Maïse-Ploquin-Caunan pour Un dernier verre en Atlantide ; 2015, prix des lecteurs Quais du polar/20 minutes pour L'Ange gardien ; 2017, prix Rive Gauche à Paris pour Un peu tard dans la saison).
En 2022, lors du festival Étonnants Voyageurs à Saint-Malo, il reçoit pour son roman Vivonne (Éditions de la Table ronde), le Grand prix de l'Imaginaire 2022 dans la catégorie meilleur roman francophone.

## Publications

### Romans
- 1990 : L'Orange de Malte, Le Rocher - Prix du Quartier Latin- 2016 ; nouvelle édition augmentée, préface de Sébastien Lapaque, éditions La Thébaïde, 190 p.  (ISBN 979-10-94295-03-8)
- 1994 : Le Cimetière des plaisirs, Le Rocher ; rééd. coll. « La petite vermillon », mars 2019
- 1997 : Monnaie bleue, Le Rocher ; rééd. 2009, La Table ronde, coll. « La petite vermillon »
- 2000 : Big sister, Librio ; rééd. 2004, Mille et une nuits, coll. « La petite collection »
- 2002 : Bref rapport sur une très fugitive beauté, Les Belles Lettres, coll. « Le grand cabinet noir »
- 2004 : Le Cadavre du jeune homme dans les fleurs rouges, Le Rocher
- 2008 : La Minute prescrite pour l'assaut, Mille et une nuits ; rééd. coll. « La petite vermillon », janvier 2017
- 2009 : En harmonie, Équateurs
- 2009 : À vos Marx, prêts, partez !, éditions Baleine, coll. « Le Poulpe » no 260
- 2011 : Le Bloc, Gallimard, coll. « Série noire »[8] - Prix Michel-Lebrun 2012 ; rééd. Folio policier no 707, 2013
  - (de) Der Block, trad. Cornelia Wend. Nautilus, Hambourg 2017
- 2014 : L'Ange gardien, Gallimard, coll. « Série noire » - Prix des lecteurs Quais du polar/20 minutes 2015[9] ; rééd. Folio policier no 790, 2016
- 2015 : Jugan, La Table ronde ; rééd. Folio 2017
- 2017 : Un peu tard dans la saison, La Table ronde - Prix Rive Gauche à Paris 2017[10] ; rééd. Folio policier no 915, 2020
- 2018 : Terminus Nord, une nouvelle aventure de Nestor Burma, French Pulp éditions[11]
- 2018 : La Petite Gauloise, La Manufacture de livres ; rééd. Folio policier no 879, 2019  (ISBN 978-2-3588-7253-9)
- 2021 : Vivonne, La Table ronde (Grand prix de l'Imaginaire 2022) ; rééd. Folio SF no 738, 2023
- 2022 : Terminus Leipzig, Éditions Points (en collaboration avec Max Annas)
- 2022 : Les Derniers Jours des fauves, La Manufacture de livres ; Prix Mystère de la critique 2023, Folio policier no 985, 2023
- 2025 : La Petite Fasciste, La Manufacture de livres, 2025

### Récits
- 2025: Un effondrement parfait, La Table Ronde.( Prix Alexandre-Vialatte 2025[12])

### Poésie
- 2006 : Le Déclenchement muet des opérations cannibales, Équateurs[13]
- 2010 : Un dernier verre en Atlantide, La Table ronde - Prix Maïse-Ploquin-Caunan de l'Académie française, 2011
- 2015 : Sauf dans les chansons, La Table ronde
- 2019 : Nager vers la Norvège, La Table ronde
- 2023: Le Petit Nulle part  (Tirage unique limité à 150 exemplaires, Aérolithe éditions[14])
- 2024: Et des dizaines d'étés dorés, Éditions de la Table ronde, prix Saint-Lary de poésie 2024[15]

### Romans jeunesse
- 2006 : La Princesse et le Viking, Syros, coll. « Souris noire »
- 2007 : La Grande Môme, Syros, coll. « Rat noir » - Prix du polar Jeunesse 2008
- 2013 : Norlande, Syros, coll. « Rat noir » - Prix des collégiens du Doubs 2013, prix NRP de littérature jeunesse 2013-2014, prix littéraire des Maisons familiales rurales du Maine-et-Loire 2014[16], prix Jean-Claude-Izzo 2014[17],[18], prix spécial du jury des collégiens Livre-Franche 2014[19] ; rééd. en poche en juillet 2021 dans la coll. « Points »[20], aux éditions du Seuil
- 2016 : Macha ou l'évasion, Syros
- 2018 : Les Filles de la pluie, Syros

#### CycleLou, après tout
1. 2019 : Le Grand Effondrement, Syros - Prix 1001 feuilles ados 2021 de Lamballe-Armor[21]- Prix Pierre Bottero 2022[22]
2. 2019 : La Communauté, Syros
3. 2020 : La Bataille de la douceur, Syros

- 2021 : Meurtre dans la douceur, nouvelle parue dans l’anthologie Renaissances : 6 histoires qui réinventent le monde, coédition Syros/Cité des sciences et de l'industrie
- 2023: Histoire de la fille qui ne voulait tuer personne (Syros)- Grand prix de l'Imaginaire 2024 (catégorie jeunesse)
- 2024: Fêlures bleues, (Syros )

### Nouvelles
- 1996 : Requiem en Pays d'Auge, Le Rocher
- 1996 : Départementales, Le Rocher
- 1999 : Une si douce apocalypse, Les Belles Lettres, coll. « Le Cabinet noir »
- 1999 : La Grâce efficace, Manitoba/Les Belles Lettres, coll. « Le Cabinet noir »
- 2003 : Travaux pratiques, La Grâce efficace, Une si douce apocalypse, Les Belles Lettres, coll. « Sortilèges » ; rééd. des deux recueils parus en 1999, complétée d'une nouvelle inédite
- 2004 : Quelque chose de merveilleux, Le Rocher
- 2005 : Rendez-vous rue de la Monnaie, Autrement
- 2006 : Rêves de cristal. Arques, 2064, Mille et une nuits, coll. « La petite collection »
- 2007 : Comme un fauteuil Voltaire dans une bibliothèque en ruines, Mille et une nuits ; rééd. coll. « La petite vermillon », janvier 2017
- 2013 : Dernières nouvelles de l'enfer, L'Archipel
- 2015 : Les Jours d'après, contes noirs, La Table ronde, coll. « La petite vermillon »

### Essais
- 1994 : Frédéric H. Fajardie, Le Rocher[23]
- 2010 : Physiologie des lunettes noires, Mille et une nuits
- 2010 : Le Dictionnaire des personnages populaires de la littérature des XIXe et XXe siècles, Le Seuil Ouvrage collectif dirigé par Stéfanie Delestré et Hagar Desanti.2016 : Loin devant !, L'Éditeur

### Cinéma
- 2017 : Chez nous de Lucas Belvaux : co-scénariste

## Récompenses et distinctions

### Prix
- Prix Maïse-Ploquin-Caunan 2011 pour Un dernier verre en Atlantide[24]
- Prix Michel-Lebrun 2012 pour Le Bloc[25]
- Prix des lecteurs Quais du polar 2015 pour L’Ange gardien[26]
- Prix Rive Gauche à Paris 2017 pour Un peu tard dans la saison[27]
- Prix Pierre Bottero 2022 pour Lou après tout, le Grand effondrement[28]
- Grand prix de l'Imaginaire 2022 pour Vivonne[29]
- Prix Mystère de la critique 2023 pour Les Derniers Jours des fauves [30]
- Grand prix de l'Imaginaire 2024, catégorie Roman jeunesse francophone pour Histoire de la fille qui ne voulait tuer personne[31]
- Prix Alexandre-Vialatte 2025 pour Un effondrement parfait.

### Nominations
- Prix Renaudot 2015 pour Jugan[32]
- Prix Landerneau 2022 pour Les Derniers Jours des fauves[33]
- Grand Prix de littérature policière 2022 pour Les Derniers Jours des fauves[34]
- Trophée 813 2023 du roman francophone pour Les Derniers Jours des fauves[35]
- Sélection du Prix A-Fictionados 2024 pour Histoire de la fille qui ne voulait tuer personne (Syros)[36]